# Пенблан
Пенбла́н (фр. Painblanc) — коммуна во Франции, находится в регионе Бургундия. Департамент коммуны — Кот-д’Ор. Входит в состав кантона Блиньи-сюр-Уш. Округ коммуны — Бон.
Код INSEE коммуны — 21476.

## Население
Население коммуны на 2010 год составляло 159 человек.
| 1962 | 1968 | 1975 | 1982 | 1990 | 1999 | 2010 |
| ---- | ---- | ---- | ---- | ---- | ---- | ---- |
| 232  | 211  | 189  | 197  | 169  | 142  | 159  |

## Экономика
В 2010 году среди 86 человек трудоспособного возраста (15—64 лет) 67 были экономически активными, 19 — неактивными (показатель активности — 77,9 %, в 1999 году было 77,8 %). Из 67 активных жителей работали 61 человек (33 мужчины и 28 женщин), безработных было 6 (4 мужчины и 2 женщины). Среди 19 неактивных 4 человека были учениками или студентами, 10 — пенсионерами, 5 были неактивными по другим причинам.